# Illapel
Illapel es una comuna de la provincia de Choapa, en la región de Coquimbo, ubicada en la ribera norte y el valle del río Illapel, principal afluente del río Choapa. Su territorio limita al norte con Monte Patria y Combarbalá, al sur con Los Vilos y Salamanca, al este con Argentina y al oeste con Canela.
Conocida históricamente como la “ciudad de los Naranjos”, se encuentra en la zona más angosta del territorio continental chileno, con solo 90 km de ancho entre el océano y la cordillera. Antiguamente formó parte del distrito N.º 5 y la circunscripción N.º 5. El nombre Illapel proviene del mapudungun millapel, que significa “garganta de oro”.

## Historia

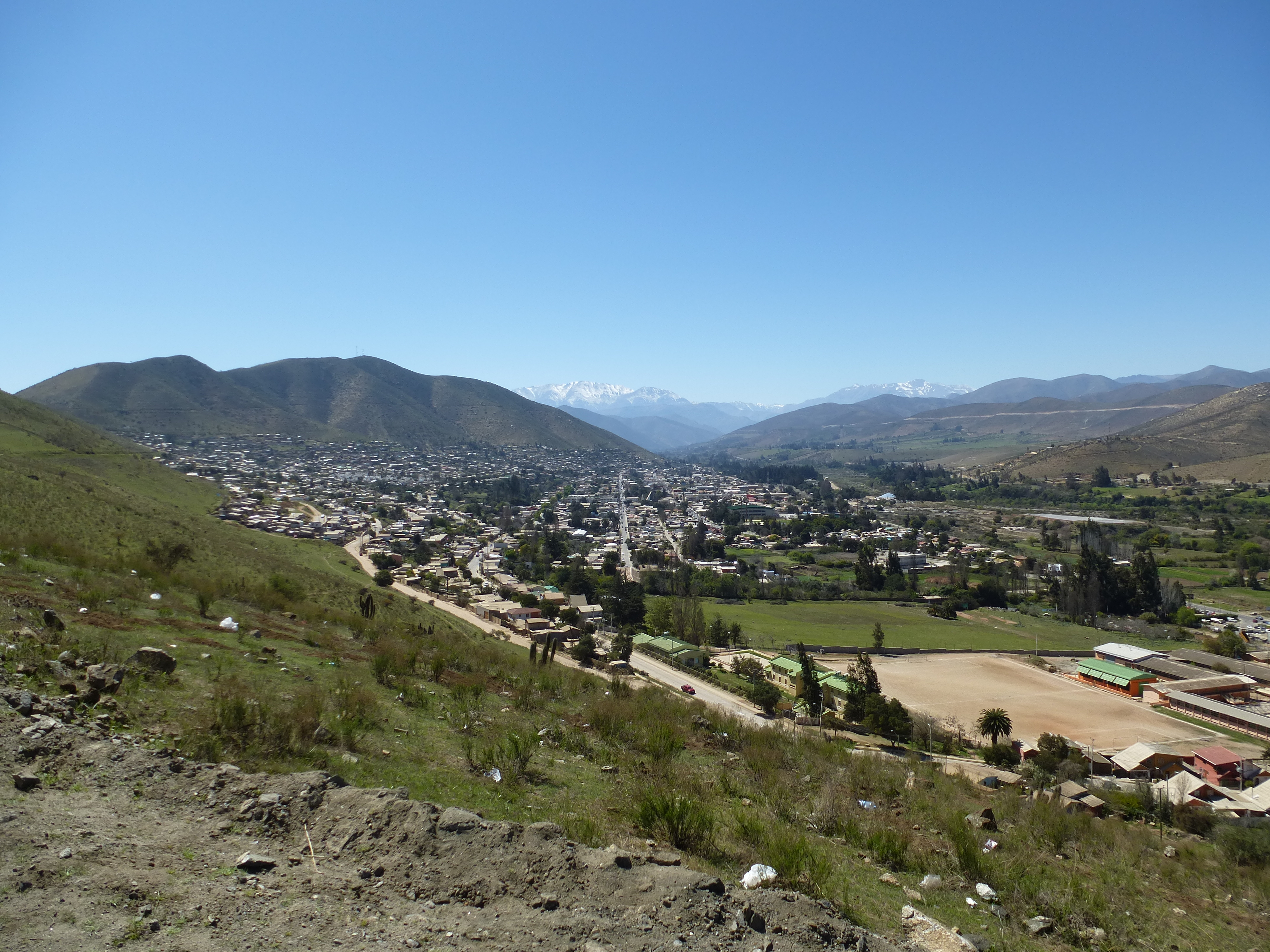
Panorámica de Illapel.

Esta zona tiene una larga ocupación humana desde la última glaciación. Tras su fin hace 10000 años sucesivos grupos humanos han recorrido estos parajes. Tras la invasión inca a Chile, por la zona Cordillerana de Illapel pasó el Camino del Inca en Chile central. Este mismo fue seguido por Diego de Almagro (1536) y por Pedro de Valdivia (1540) para acceder al Valle de Aconcagua y al Valle del Río Mapocho.
El 20 de septiembre de 1752 la Junta de Poblaciones del Reino de Chile acordaba estudiar la posibilidad de fundar varias localidades en la zona norte, entre ellas Illapel. Para dar cumplimiento a este acuerdo, don Bartolomé del Villar, corregidor en ese tiempo de la Villa de San Martín de la Concha, actual Quillota, a cuya jurisdicción pertenecía la ciudad de Illapel convocó a una reunión de los vecinos principales de la zona del Choapa con el objetivo de que indicasen el lugar más apropiado donde iba a asentarse la nueva villa.
Esta reunión se efectuó el 24 de marzo de 1754, y luego de mencionarse varios lugares que se estimaban adecuados, entre ellos las vegas del Marqués de la Pica, al sur de la hacienda, los terrenos de Pintacura, y la parte central del valle de Cuz-Cuz, se optó por este último, es decir, donde actualmente y siempre ha estado ubicada la ciudad. Los acuerdos tomados en la reunión fueron transmitidos poco después por el corregidor del Villar al presidente gobernador del reino don Domingo Ortiz de Rozas, quien, por edicto de fecha 6 de junio de 1754 aprobó la fundación de la Villa, publicándose dicho decreto, y con todas las formalidades de la época, el 10 de noviembre de ese mismo año.
Al año siguiente, el 8 de febrero, en una reunión de vecinos, estos acordaron dar a la villa el nombre de San Rafael de Rozas en homenaje a la hija del presidente, doña Rafaela, y se acordaba, al mismo tiempo, levantar una iglesia bajo la advocación del Arcángel San Rafael. La utilidad de esta fundación, cayó pronto en total abandono, por la hostilidad con la que recibieron don Valeriano Gaspar de Ahumada y el Márquez de la Pica, dueño del paraje de Illapel, por cuanto el primero veía en ellos la desmembración de su hacienda y el segundo el menoscabo del feudo y autoridad sobre los habitantes.
En este estado decayó el entusiasmo de los vecinos por levantar sus casas, a excepción de unos pocos que persistían en hacerse propietarios, hasta que enterado don Ambrosio O'Higgins en el terreno mismo, ordenó la inmediata repoblación de la villa San Rafael de Rozas. por decreto publicado el 12 de noviembre de 1788.
Por Real Cédula de 15 de septiembre de 1787, se aprobó todo lo obrado por O'Higgins en este asunto, se le otorgó el título de Villa con el nombre de San Rafael de Rozas, y se les otorgó el uso de un escudo de armas, con las características siguientes: Un cerro cubierto de oro y campo de oro con alas de plata y a su espalda un río, dentro de él un pez plateado. Por orla cinco hoces rozantes en campo rojo, con este lema: "Viscera mea aurea" (Mis entrañas son de oro). El cerro y río aluden a la situación de las villas entre la falda y la ribera del río. El color del campo y vena de oro del cerro indican ser asiento principal de sus ricos minerales de este metal. Las alas y pez en conmemoración de su ángel tutelar y las honces y campos de la orla son el blasón de Presidente Domingo Ortiz de Rozas y García de Villasuso, natural de Incedo de Rozas en el Valle de Soba, Cantabria España.
En 1792, se presentó ante la real Audiencia de Valladolid, la propuesta de escudo para el término municipal, documento que consta en el Archivo General de Indias de Sevilla - Escudo de San Andrés de Rozas
Las primeras autoridades de la ciudad y miembros más importantes del cabildo fueron: José Manuel de Gorostizaga, Martín Larraín, Cirilo Ureta, Francisco de Otaola, Bruno de Perea, Andrés Cabanillas, Casimiro Martínez, José del Solar, José Véliz, Manuel Silva, Manuel Rueda, Santiago O'Ryan, José Joaquín Sierra, Agustín Lira, José María Santibáñez, Ramón de Undurraga, Manuel Díaz y Benito Charlín. La avenida de Los Naranjos (hoy llamada Ignacio Silva), era conocida hasta el año 1861 como la Nueva Cañada y estaba totalmente plantada de álamos. Como homenaje al triunfador del Perú se le dio el nombre de Paseo Bulnes (Guerra contra la Confederación Perú Boliviana).
En años posteriores los álamos fueron cambiados por naranjos por el gobernador don José Agustín Valdivieso. La calle Independencia se llamó calle del Rey, la calle Constitución se llamó Ahumada, las demás calles no tenían nombre a excepción de la calle del Bochinche, actual Carrera. A mediados de 1850 se fundó la primera escuela pública de Illapel.

Illapel.-—Ciudad capital del departamento de su título. Está situada en los 31° 38' Lat. y 71° 09' Lon. en una suave planicie de la ribera derecha del río de su nombre á 526 metros sobre el nivel del Pacífico, y rodeada por el NO. de unas colinas medianas. En éstas se apoyan sus calles, cortadas en ángulos rectos por otras más largas casi paralelas al curso del río en su parte del frente; son derechas, anchas y de regular huello, aunque algunas un poco inclinadas, dejando hacia el centro una amplia plaza, adornada de árboles. Contiene una iglesia parroquial y otra pequeña, un buen hospital, oficinas de registro civil, correo y telégrafo, cuatro escuelas gratuitas y establecimientos sociales é industriales correspondientes á su población, que llega á 4,703 habitantes. Su clima es templado y muy sano, y sus términos bastante cultivados. En sus inmediaciones se trabajaron á mediados del siglo pasado, ricas minas de oro, lo que trajo su origen y efectuó su formal establecimiento. Fundóse por primera vez en 1752 por el Presidente Ortiz de Rozas con el título de villa de San Rafael de Rozas de Illapel; pero como se había asentado á unos tres kilómetros al N. de su actual sitio en terrenos de Don Valeriano Ahumada y contiguos á los de un señor Irarrázaval, éstos hostilizaron su plantación é impidieron su incremento. Arruinada años después por un incendio, el Presidente Don Ambrosio O'Higgins ordenó el 12 de noviembre de 1788 su reedificación, aunque removiéndola al asiento que hoy ocupa, al cual debían también trasladarse los moradores dispersos en los parajes vecinos de Cuzcuz y Chillamávida. Estas disposiciones, aprobadas por real cédula de 15 de setiembre de 1797, se llevaron á completo cabo por auto de 17 de abril del siguiente año del Presidente Don Gabriel de Avilés. Después á causa del desmedro en años de las minas de oro de sus inmediaciones permaneció estacionaria, y al mismo tiempo impedían su adelanto los indios de sus contornos con asaltos que en ella hacían, como el del 19 de marzo de 1818 acaudillado por uno de ellos, llamado Vicente Paillautu. Mas, desde algún tiempo atrás se hace ya notar por su adelantamiento y mejoras. Tiene el título de ciudad según el reglamento de 13 de marzo de 1867. Dista unos 200 kilómetros hacia el S. de la ciudad de la Serena y 65 hacia el mismo punto de la villa de Combarbalá; deja también á unos 12 kilómetros hacia el S. al río Chuapa y á 50 hacia el SO. al puerto de Vilos.
Francisco Astaburoaga, Diccionario Geográfico de la República de Chile: 327   (1897)

Illapel fue escenario de las luchas políticas que desembocaron en dos guerras civiles. En 1830 en sus alrededores se puso fin a la Guerra Civil de 1829 -1830 en el Tratado de Cuzcuz. 
En 1851 las tropas del Ejército del Norte tomaron Illapel al mando de Benjamín Vicuña Mackenna, siendo vencidos por las tropas gobiernistas en la  batalla de Cuzcuz (25 de septiembre de 1851).
En la Guerra del Pacífico hubo mucho patriotismo, más el gobernador Juan de Dios Monárdes presionado por los terratenientes y dueños de minas no envió a los voluntarios al frente de batalla, aunque cobró el dinero por la manutención de reclutas. Fue un incumplimiento directo a un decreto presidencial y a la orden del Intendente de Coquimbo, Antonio Alfonso, quien debió enviar una comisión de enrolamiento que logró su objetivo. Así, junto con los voluntarios que partieron al principio de la guerra, Illapel envió cerca de 300 efectivos como Enrique Ramos Madrid, con posteridad Gobernador, María Quiteria Ramírez, cantinera del regimiento 2° de Línea, Fray José María Madariaga, capellán del batallón "Coquimbo" N° 1, Matías Rojas Delgado, primer alcalde chileno de Antofagasta y los soldados Nicasio Valenzuela y Nicanor Guerra Rojas en la "Esmeralda" el 21 de mayo. Las vidas de estos héroes han sido publicadas en el libro del historiador Joel Avilez Leiva "Participación del Choapa en la Guerra del Pacífico" 1879 - 1884 Archivado el 23 de enero de 2022 en Wayback Machine. (La Serena, 2015).
En 1905 se fundó un Liceo Mixto Fiscal siendo su primer rector y fundador don Fidel Pinochet Le-Brun, estuvo en funcionamiento hasta el año 1927. A principio del año 1949 (2 de mayo), se decretó la creación del actual Liceo, del cual su primer rector fue don Ramón Quintana Carrasco. En abril de 1934 las religiosas de la Compañía Santa Teresa de Jesús abrieron en la ciudad el Liceo de Niñas Santa Teresa. 
El geógrafo chileno Luis Risopatrón lo describe como una ‘aldea’ en su libro Diccionario Jeográfico de Chile en el año 1924:: 421 

Illapel (Ciudad) 31° 37' 71° 11'. Está compuesta de una sesentena de manzanas i se encuentra a 310 m de altitud, en una suave planicie de la márjen W del curso inferior del rio del mismo nombre, rodeada por el NW de unas colinas medianas, en las que se apoyan sus calles, cortadas en ángulos rectos por otras mas largas, derechas, anchas i de regular huello, aunque algunas un poco inclinadas i las que dejan hácia el centro una amplia plaza, adornada de árboles; en sus alrededores se hallan yacimientos de manganeso i numerosos lavaderos de oro en las quebradas i cerros graníticos del NE, lo que orijinó el establecimiento de un asiento minero, que fué destruido en el terremoto de 1730. Fundóse por primera vez en 1752, por el Presidente Ortiz de Rozas, con el título de villa de San Rafael de Rozas de Illapel, pero como se habia asentado en terrenos de particulares, a unos 3 kilómetros al N del actual sitio, se hostilizó su plantación i se impidió su incremento; después de haber sido arruinada por un incendio, el Presidente O'Higgins ordenó su reedificación el 12 de noviembre de 1788, aunque removiéndola al asiento que hoi ocupa, lo que fué aprobado por real cédula de 15 de setiembre de 1797 i se llevó a completo cabo por auto del 17 de abril del año siguiente. Sus términos son bastante cultivados i aunque su clima es templado i mui sano, ha permanecido casi estacionaria, a causa del desmedro de las minas de oro de sus inmediaciones; el incremento anual de la población en el período de 1895-1907 ha sido solamente de 0,48%. Tiene el título de ciudad según el reglamento de 13 de marzo de 1867.

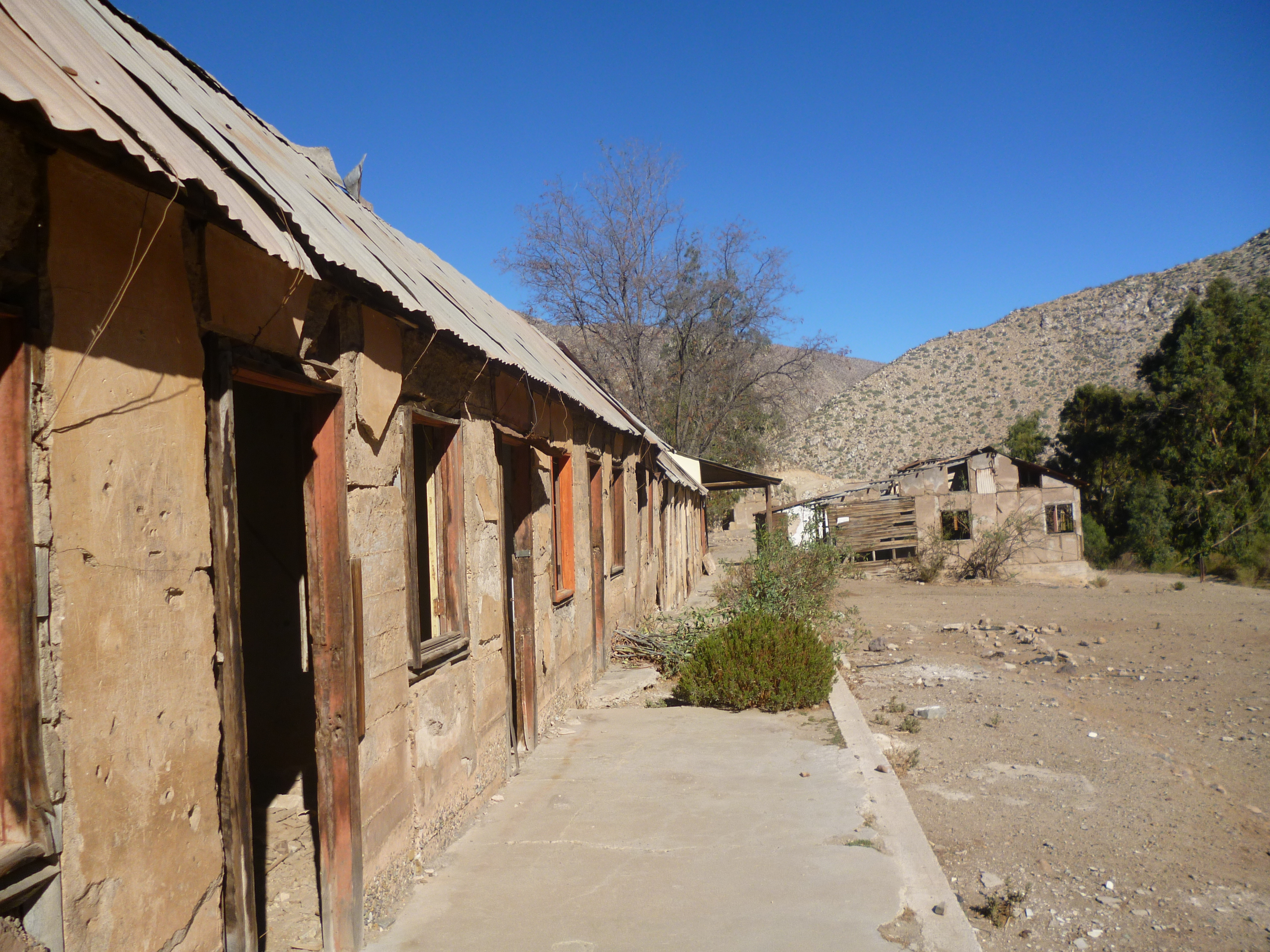
Farellón Sánchez.

El primer periódico de la ciudad fue El Porvenir de Illapel, que ve la luz pública el 12 de septiembre de 1859. El cuerpo de bomberos de Illapel se fundó en 1936, a raíz del incendio que afectó a la antigua iglesia de la ciudad, que quedó destruida totalmente. Actualmente las principales actividades económicas de la ciudad, son la agricultura y la pequeña y gran minería, esta última representada por la Minera Los Pelambres.
Además es una ciudad muy activa, en la que destacan las tradiciones y su marcado entorno arqueológico. En muchos sectores, como los son Cuz Cuz, Céspedes, Cárcamo o Limahuida, por mencionar algunos, se pueden observar gran variedad de petroglifos, adjudicados a diaguitas y molles, los habitantes originarios de la zona, además de las edificaciones coloniales.
En su visita podrá conocer la Plaza de Armas, frente a la cual se ubica la Municipalidad. También destaca la Casa Villarroel, las Casas del Mirador, las Casas de La Puntilla y la Iglesia Catedral de San Rafael Arcángel. Rodeada de cerros en la parte más angosta de Chile sitio ideal para la astronomía. Con una gastronomía abundante en donde podrá degustar de los camarones de río y queso de cabra.

## Demografía

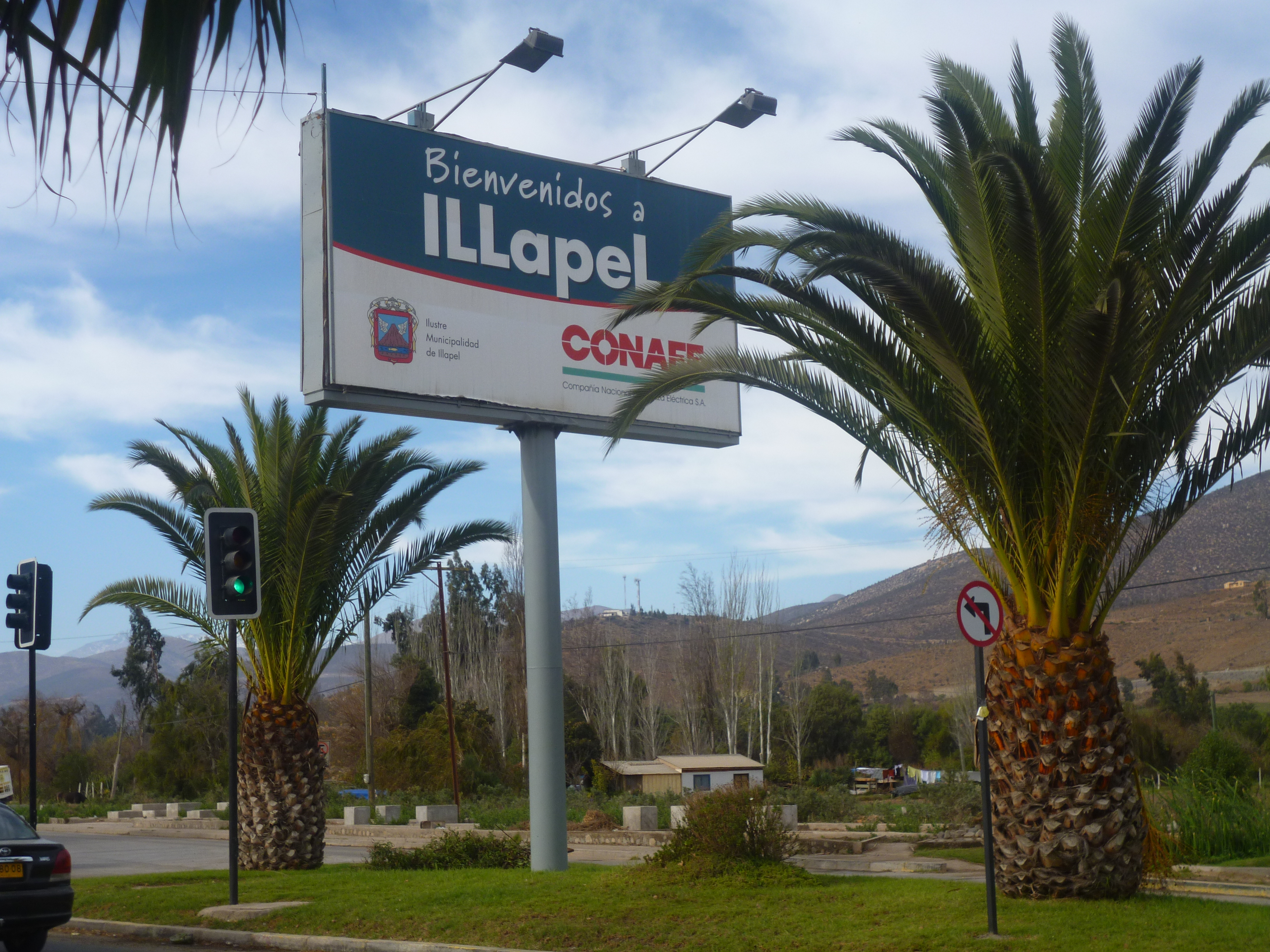
Letrero de bienvenida a Illapel.

Según el censo 2021, la población alcanza los 31.304 habitantes, de los cuales 14.739 corresponden a población masculina y 16.109 a femenina. La única zona urbana comunal corresponde a la ciudad de Illapel, incluyendo al macrosector de Villa San Rafael de Rozas. En cuanto a la población rural, existen aldeas y caseríos que se ubican, a grandes rasgos, en torno a tres áreas; las cercanas al río Choapa, las del secano o sector minero, y las del río Illapel y curso superior de la cuenca.

### Localidades

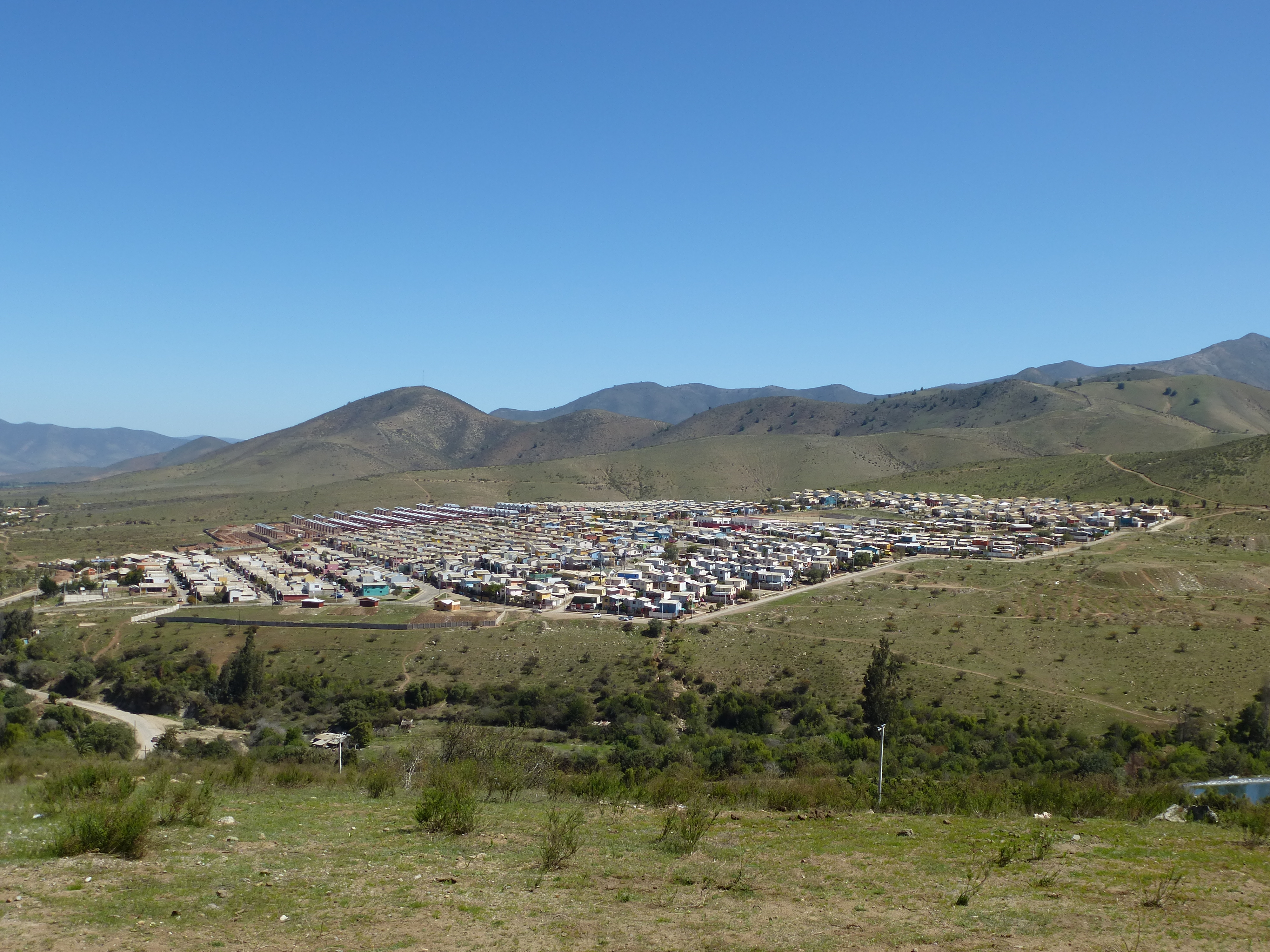
Villa San Rafael.

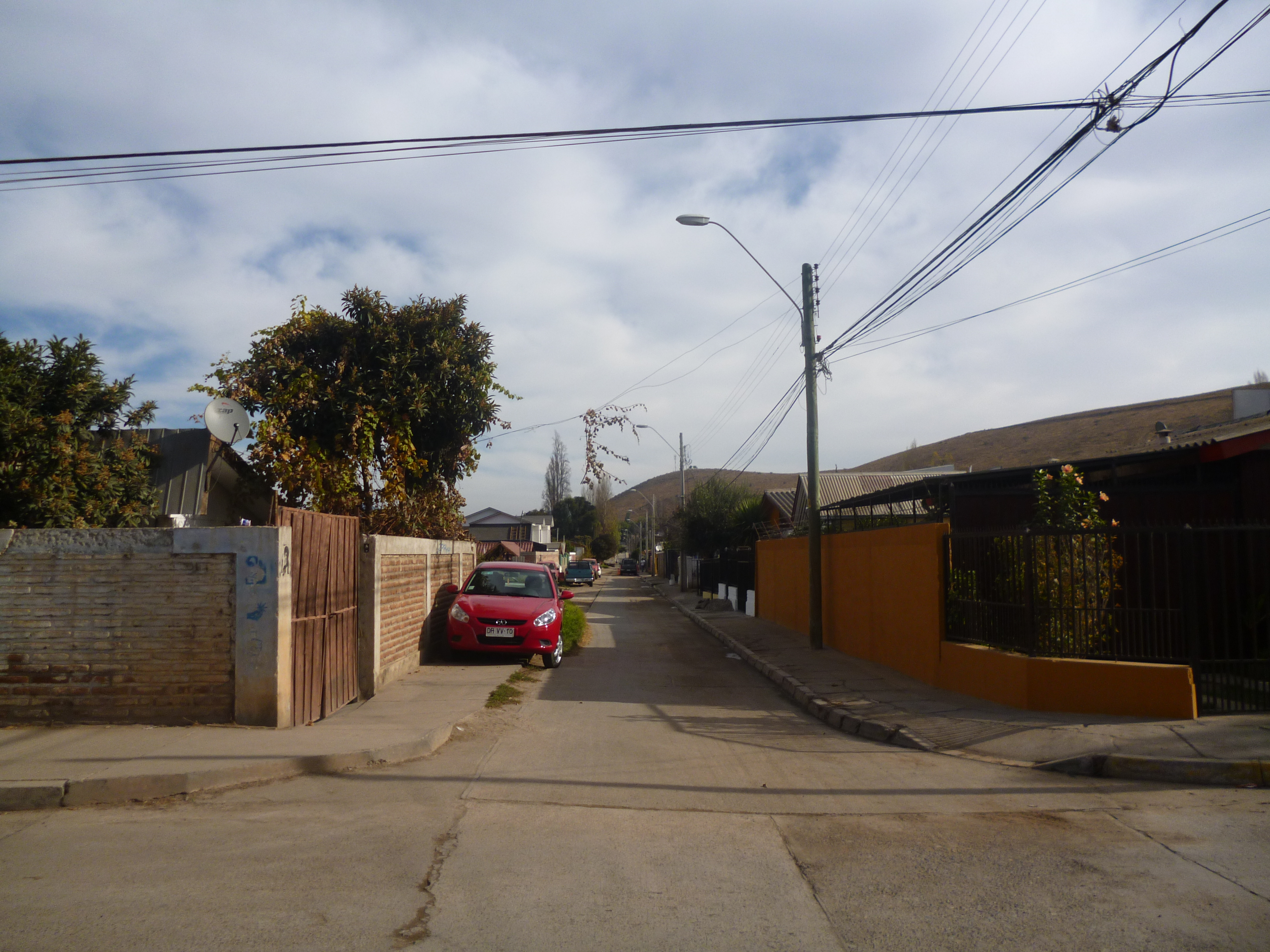
Población La Recsi.

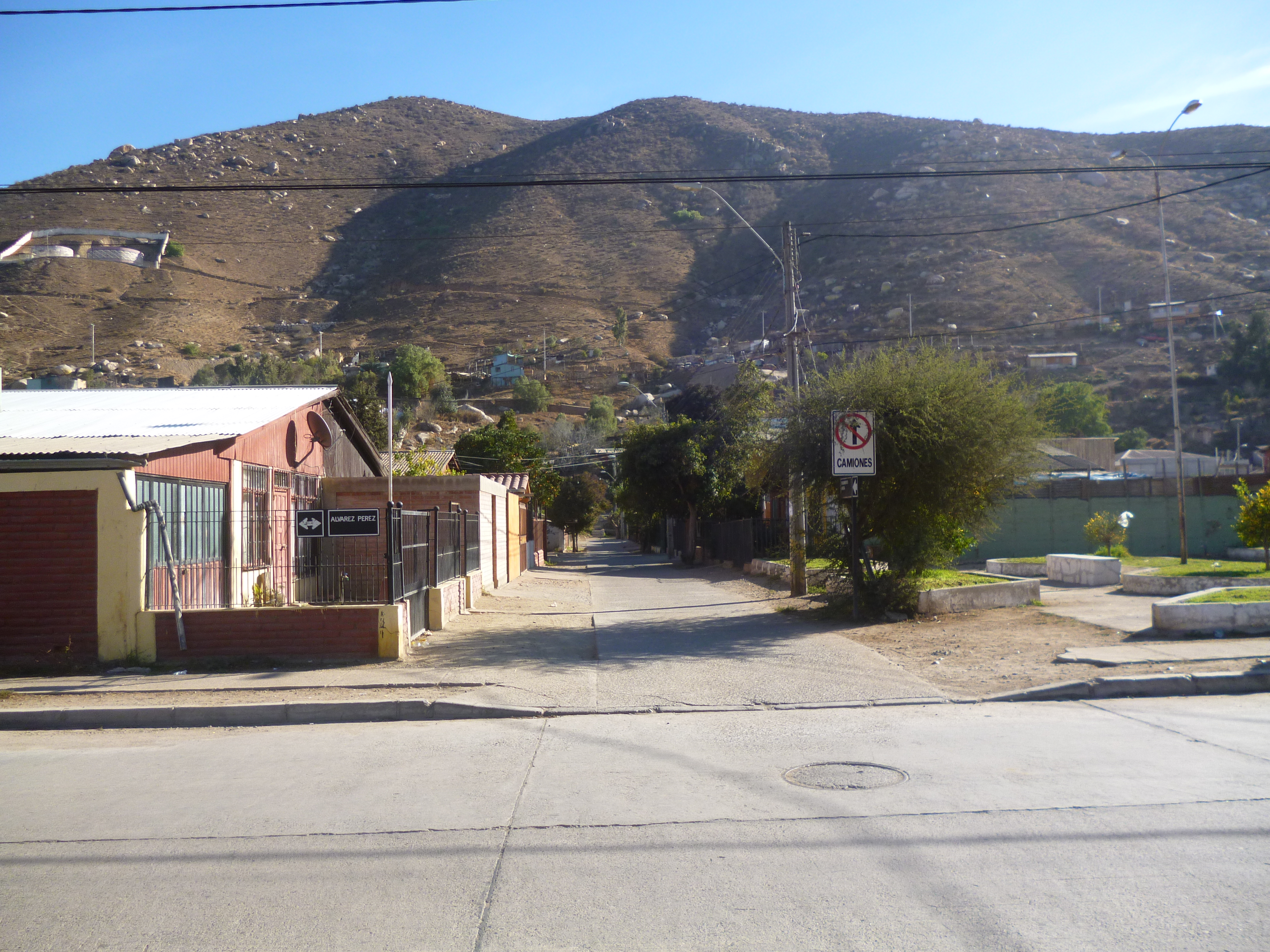
Población Fray de Madariaga.

En el año 2017, la comuna de Illapel, ubicada en Chile, contaba con varias localidades con distintas cantidades de habitantes. La localidad principal, Illapel, tenía la mayor población, con 20,751 residentes. Le seguían otras localidades más pequeñas, como Peralillo con 707 habitantes, Las Cañas Uno con 619, Cuz Cuz con 601, y Asiento Viejo con 596. Además, en Canelillo Bajo residían 391 personas y en Limáhuida, 354.
Al oeste de la Comuna, principalmente por el lecho del río Choapa o sus alrededores están ubicados: Socavón, Lanco, Limahuida, Peralillo, Cumbre de Los Andes, Canelillo Alto, Canelillo Bajo, Cañas del Choapa, Choapa, Pintacura Sur, Pintacura Norte, Coyuntagua, Doña Juana, Ilta, Quebrada el Peral, Cuz Cuz, Tunga Norte, y Tunga Sur. 
Al noreste, en el Secano, están: La Aguada, Quillaicillo, Aucó, Cocoú, La Yesera, Farellón Sánchez, Matancilla, Rincón del Romero y Ravanales. También están Quilmenco y la Quebrada de Lo Gallardo. Hacia el este, y por el río Illapel, están: Asiento Viejo, Las Cocineras, La Colonia, Cárcamo, La Quebrada de Cárcamo, Huintil, La Capilla, Carén, Santa Virginia y Césped.

### Poblaciones, villas, y barrios
- Villa Paseo Central.
- El Balcón Illapel.
- Barrio Carrera.
- Población La Aguada.
- Villa San Rafael.
- Barrio Miraflores.
- Villa Los Conquistadores.
- Villa Riego.
- Población El Cobre.
- Población El Polígono.
- Villa Pablo Neruda.
- Población Fray de Madariaga.
- Población Angelmó.
- Villa Rucalhue.
- Población María Quiteria Ramírez.
- Población Mundo Nuevo Norte
- Población Mundo Nuevo Sur.
- Población Tarcicio Valderrama.
- Población Rosita Báez.
- Población Nuevo Amanecer.
- Población La Recsi.
- Población La Puntilla Norte.
- Población Nueva Esperanza.
- Población Choapa (Empleados Particulares).
- Villa Centinela.
- Población Las Majaditas.
- Centro.
- Villa Choapa.
- Población Uno.
- Población Lautaro.
- Población La Corvi.
- Población Jorge Aracena de los Ríos.
- Población El Carmen.
- Población Manuel Rodríguez.
- Población Los Peralitos.
- Población Diego Portales.
- Población El Peumo.
- Población Hermanos Carrera.
- Población Herminia Ramos.
- Población Márgenes del Río.
- Villa Altos de Illapel.
- Población Andacollo.

## Medio ambiente

### Geomorfología y componentes abióticos

Trazado simplificado de los ecosistemas y cuerpos de agua presentes en la comuna de Illapel.

La comuna de Illapel se encuentra emplazada en las unidades geomorfológicas de Cordones transversales, Llanos de sedimentación fluvial o aluvional y Cordillera andina de retención crionival; y presenta según la clasificación climática de Köppen clima de tundra (ET), clima de tundra de lluvia invernal (ET (s)), clima mediterráneo de lluvia invernal (Csb), clima mediterráneo de lluvia invernal de altura (Csb (h)), clima semiárido de lluvia invernal (BSk (s)) y clima semiárido de lluvia invernal e influencia costera (BSk (s) (i)). Esta además se halla entre las cuencas hidrográficas de Costeras entre el río Choapa y río Quilimarí, río Choapa y río Limarí. Además, la comuna posee diversos cuerpos de agua, entre los que se destacan el río Caren, río Choapa, río Illapel, río Negro y río Tres Quebradas.

### Componentes bióticos
Dentro del territorio de la comuna se pueden hallar los siguientes ecosistemas:
- Bosque esclerófilo mediterráneo andino donde predominan Kageneckia angustifolia y Guindilia trinervis (Vulnerable)
- Herbazal mediterráneo andino donde predominan Nastanthus spathulatus y Menonvillea spathulata (Preocupación menor)
- Matorral arborescente esclerófilo mediterráneo costero donde predominan Peumus boldus y Schinus latifolius (Preocupación menor)
- Matorral arborescente esclerófilo mediterráneo interior donde predominan Quillaja saponaria y Porlieria chilensis (Preocupación menor)
- Matorral bajo mediterráneo andino donde predominan Chuquiraga oppositifolia y Nardophyllum lanatum (Preocupación menor)
- Matorral bajo mediterráneo andino donde predominan Laretia acaulis y Berberis empetrifolia (Preocupación menor)
- Matorral desértico mediterráneo costero donde predominan Bahia ambrosioides y Puya chilensis (Vulnerable)
- Matorral desértico mediterráneo interior donde predominan Flourensia thurifera y Colliguaja odorifera (Preocupación menor)
- Matorral espinoso mediterráneo interior donde predominan Trevoa quinquinervia y Colliguaja odorifera (Preocupación menor)
- Zonas geográficas hinóspitas sin vegetación (Sin información)

### Medidas de protección ambiental y conflictos socioambientales
Hasta 2022, la comuna de Illapel cuenta con las siguientes zonas que poseen algún nivel de protección ambiental:
- Hacienda El Durazno (Iniciativa de Conservación Privada)[12]
- Reserva Nacional Las Chinchillas (Reserva Nacional)[13]
- Santuario de la Naturaleza Raja de Manquehua - Poza Azul (Santuario de la Naturaleza)[14]

## Administración

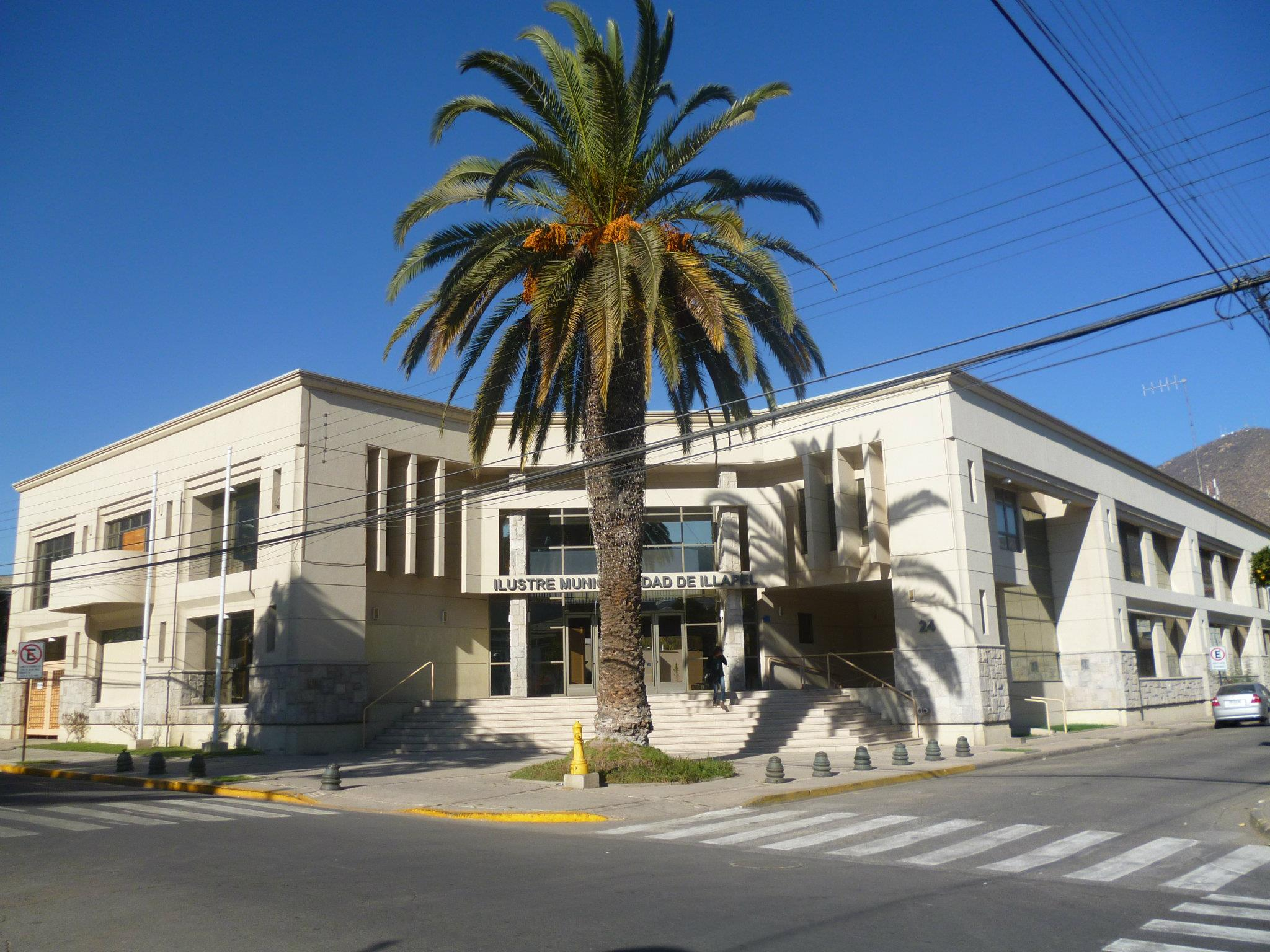
Municipalidad de Illapel.

Illapel pertenece al distrito electoral n.º 5 y a la 4.ª circunscripción senatorial (Coquimbo). Es representada en la Cámara de Diputados y Diputadas del Congreso Nacional por las diputadas Nathalie Castillo (PCCh) y Carolina Tello (FA), así como también por los diputados Daniel Manouchehri (PS), Marco Antonio Sulantay (UDI), Ricardo Cifuentes (PDC), Juan Manuel Fuenzalida (UDI) y Víctor Pino (D). A su vez, es representada en el Senado por los senadores Daniel Núñez Arancibia (PCCh), Sergio Gahona Salazar (UDI) y Matías Walker Prieto (D)..
Esta comuna, es administrada por el alcalde Denis Cortés Aguilera (DC). Es acompañado en esta labor por el concejo municipal que a partir del 28 de junio de 2021 y hasta el año 2024 estará compuesto por:
- José Luis Núñez Núñez (Ind./CS).
- Fabián Olivares Hidalgo (independiente).
- Hermosina Mánquez Olivares (PDC).
- Janet Araya Rocco (Ind./FREVS).
- María Díaz Vega (PPD)
- Eduardo Cortés Mánquez (Ind./PDC).

## Economía
En 2018, la cantidad de empresas registradas en Illapel fue de 539. El Índice de Complejidad Económica (ECI) en el mismo año fue de 0,25, mientras que las actividades económicas con mayor índice de Ventaja Comparativa Revelada (RCA) fueron Transporte de Valores (1473,27), Salas de Billar, Bowling, Pool y Juegos Electrónicos (30,38) y Mayoristas de Carnes (29,3).

## Servicios públicos

### Educación

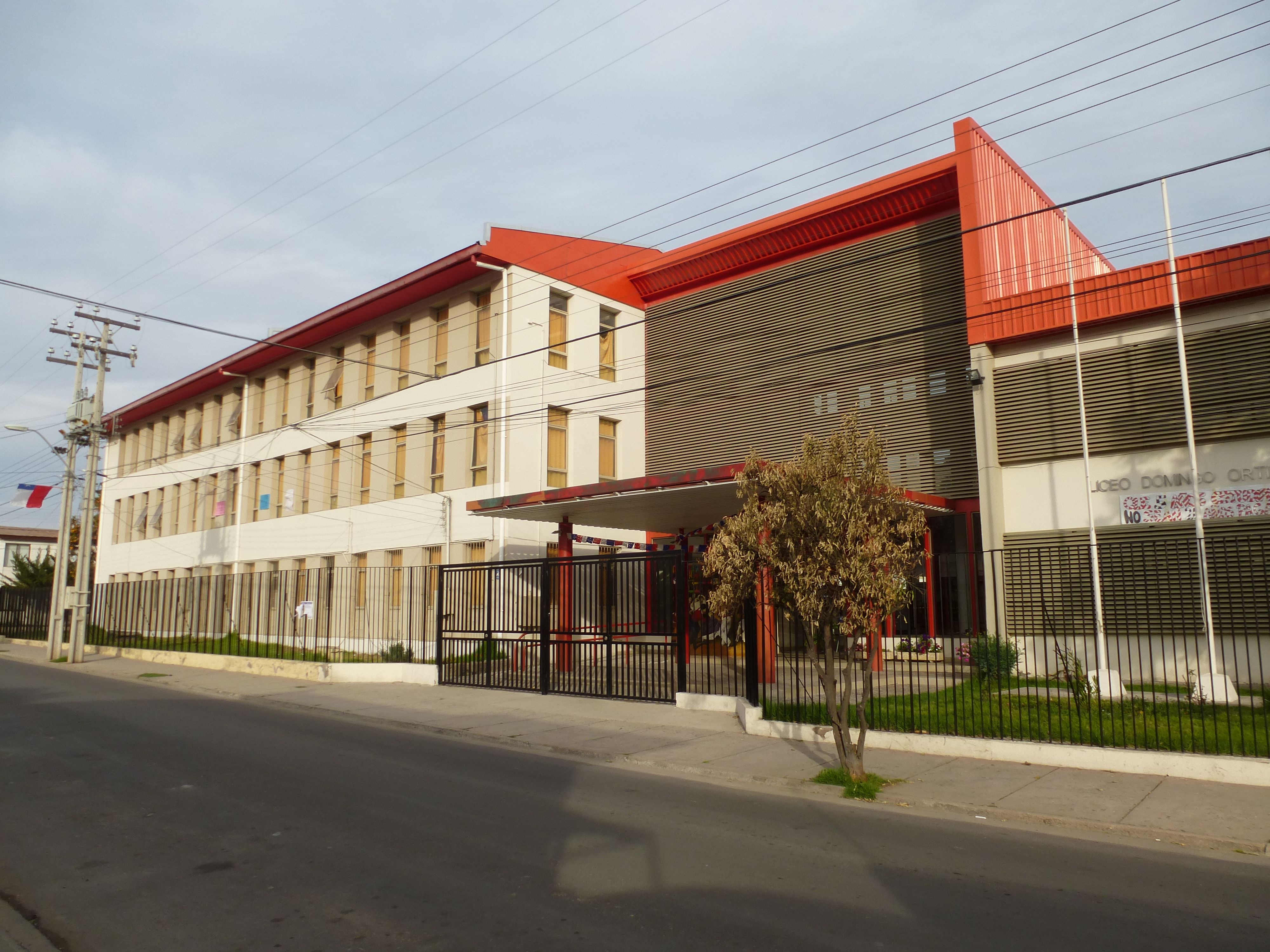
Liceo B15 Domingo Ortiz de Rozas.

Illapel cuenta con los siguientes Establecimientos Educacionales administrados por el Departamento de Administración de la Educación Municipal, DAEM, de la Municipalidad de Illapel.
- Escuelas Urbanas: Juan Carrasco Risco (Mixta), San Rafael de Rozas (Niñas), Valle del Choapa, Villa Los Naranjos y Jorge Aracena Ramos.
- Escuelas Rurales: San Isidro de Cuz Cuz, Clemencia Villarroel de Cárcamo, Camilo Henríquez de Canelillo, Las Palmeras de Limahuida, Graciela Díaz Allende de Peralillo y Escuela Especial Illapel.
- Liceos: Domingo Ortiz de Rozas, Politécnico Pablo Rodríguez Caviedes.
- Educación de Adultos: Escuela de Adultos

Por otra parte están los establecimientos de carácter particular subvencionado:
Enseñanza Básica: Colegio Manantial, Escuela Jorge Moyano
Enseñanza Básica Rural: Escuelas Cañas de Michio, Manuel Irarrazaval del Huintil y Las Cañas 1
Enseñanza completa (de kinder a Cuarto Medio): Colegios Santa Teresa de Jesús y San Ignacio de Loyola.
Enseñanza Media y Centro de Formación Técnica: Liceo Luis Alberto Vera.

## Cultura

### Patrimonio arquitectónico
En la ciudad como tal se puede disfrutar de la nueva bella Plaza de Armas, adornada por variedades de pinos, naranjos, palmas e incluso araucarias, entre otros. Es un lugar de encuentro, donde de día se ve a niños jugando y de noche a jóvenes organizándose para la posterior diversión. La Plaza está rodeada de la Catedral, La Municipalidad, la ex Gobernación, Casa de la Cultura y el Colegio Santa Teresa de Jesús.
Las calles principales de la ciudad son la Avenida Ignacio Silva, Constitución, Independencia, Buin y Álvarez Pérez. Respecto a poblaciones destacan el Cobre, Mundo Nuevo, Población 1, Población 2, la Aguada, Villa Choapa, Villa Pablo Neruda entre otros. En este marco es importante mencionar la Villa San Rafael de Rosas, denominada "La Villa", que crece casi como una ciudad nueva o brazo de Illapel.
También es posible conocer casonas viejas ubicadas principalmente en el casco antiguo de la comuna. Destacan las casonas de Mirador o la Escuela Jorge Moyano, si bien estéticamente no representan mucho, si tiene un gran significado por su antigüedad. Asimismo y con mayor estética resalta al denominada Casa Colonial que está ubicada justamente en el Sector denominado la Colonia, Río Arriba. Y la Casona de Huintil, que se dice pertenecía a una familia de Hacendados de apellido Irarrázabal.

## Deportes

### Fútbol
Ferroviarios de Chile jugó de local en Illapel en la Copa Chile 2008-09.

## Transportes

### Accesos
Se encuentra a 54 kilómetros al noreste de Los Vilos y a 281 km de Santiago de Chile. En carretera desde Santiago, se accede por la Autopista del Aconcagua, en sentido norte, hasta el Enlace. También se puede ingresar a la ciudad de Illapel por el enlace puerto oscuro en la 5N, pasando por las localidades de Canela Alta y Baja, llegando a los Pozos y luego siguiendo hacia al sur, hasta pasar por la reserva nacional Las Chinchillas, Aucó y Asiento Viejo.

## Medios de comunicación

### Radioemisoras
FM
- 88.5 MHz - Radio Estación
- 90.3 MHz - Radio Juan Pablo II
- 91.5 MHz - Radio Diferencia
- 92.5 MHz - Radio San Alberto Hurtado (Huintil)
- 92.9 MHz - Radio Margarita
- 93.7 MHz - Pisco FM
- 95.3 MHz - Radio Madrigal
- 95.7 MHz - Radio Niebla FM
- 96.5 MHz - Radio Illapel
- 97.1 MHz - Radio Nuevo Mundo
- 97.7 MHz - Radio Choapa
- 98.3 MHz - Dulce FM
- 98.7 MHz - Radio La Popular FM
- 99.3 MHz - Mi Radio
- 100.3 MHz - Radio América
- 106.3 MHz - Radio Paola FM
- 107.5 MHz - Radio Fortaleza de Illapel
- 107.9 MHz - Radio Pentecostal

AM
- 1510 kHz - Luis Álvarez Sierra

### Televisión
TDT
- 5.1 - Chilevisión HD
- 5.2 - UChile TV
- 11.1 - Canal 13 HD
- 11.2 - T13 En Vivo
- 13.1 - TVN HD
- 13.2 - NTV

### Prensa
- www.illapelchile.cl - El Diario de Illapel
- www.choapa.cl El primer diario digital de la provincia del Choapa
- www.elillapelino.cl Red de Diarios Comunales
- www.veetv.cl - Comunidad y Periodismo en el Choapa

## Ciudades hermanadas
- Sligo, Irlanda (2006).